# Душан Балабан
Душан Балабан (Врточе, код Петровца, 1915 — Бањалука) био је учесник Народноослободилачке борбе, потпуковник ЈНА и носилац Партизанске споменице.

## Биографија
Душан Балабан Јандрић рођен је 1915. године у Врточу (заселак Чигрије), код Петровца, од оца Миле (који је као дијете приведен из Теочака) и мајке Ђује Булајић из Брестовца. Потиче из радничко-земљорадничке породице. Отац Миле једно вријеме је био радник у Пруској, а потом и у Београду. Душан је одрастао са братом Луком, који је погинуо у Бици на Неретви. Одрастао је као најменик (најамник), у кући Милкана Сурле у Врточу. Након одслужења војног рока, запослио се као краљевски жандар. Био је ожењен: Супруга му се звала Мира. Са њом је добио сина Бору и ћерку Бранку.
По окупацији Југославије, Душан се вратио у родно Врточе и укључио се у припреме оружаног устанка 27. јула 1941. Од првих дана учествовао је у устаничким и герилским акцијама. Био је припадник врточке чете (2. чете 1. батаљона Треће крајишке бригаде). Важио је за храброг борца и доброг руководиоца, па је од стране субораца био предложен за комесара чете, али је тај приједлог био одбијен јер је био пријератни жандар.
Члан КПЈ постао је у првим годинама рата. О својим ратним искуствима писао је у зборницима сјећања Петровац у НОБ.
Након рата служио је као официр у ЈНА. Пензионисан је у чину потпуковника.
Више пута је одликован. Носилац је Партизанске споменице 1941.
Са породицом је живио у Бањалуци. У Бањалуци је и умро.